# Les Fantômes (2018)

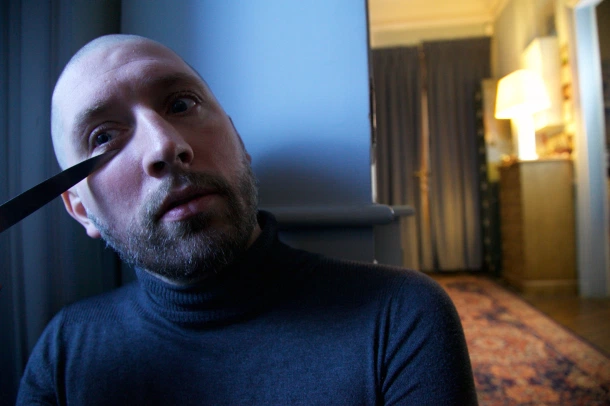
Szenenfoto von André Schneider in Les Fantômes (2018).

Les Fantômes (internationaler Titel The Ghosts) ist ein französischer Psychothriller von Alexandre Vallès aus dem Jahr 2018 mit André Schneider und Judith Magre in den Hauptrollen. Es handelt sich um die letzte Produktion der Filmfirma Vivàsvan Pictures. Erzählt wird „die Geschichte eines zurückgezogenen Mannes, der nach und nach seinen Verstand verliert“.

## Handlung
Der aus Wien stammende Schriftsteller Nicolas Wolf hat die im 16. Arrondissement von Paris gelegene großräumige, verwinkelte Wohnung seiner Großmutter geerbt und wohnt seit nunmehr einem Jahr darin. Der angespannt wirkende Mann leidet unter Schlafstörungen und kapselt sich von seiner Umwelt ab. Einzig Natalie Delpit, eine Freundin seiner verstorbenen Großmutter, besucht ihn ab und zu. Sie sieht, dass es ihm nicht gut geht und rät ihm, das Apartment zu verkaufen, seine Großmutter hätte es auch gehasst und sich gewünscht, der Blitz möge dort einschlagen und alles verbrennen. Zwar verbringt Nicolas mit Guillaume vom Escortservice, der einen erkrankten Kollegen vertritt, einen Abend, doch ist dieser weniger von sexuellen Handlungen als von Machtspielen geprägt. Eine gehässige Nachbarin, Madame Simeonneau, hat mal wieder eine Beschwerde vorzutragen, diesmal geht es um den defekten Fahrstuhl.
Eines Abends klopft ein großer, hagerer Mann an Nicolas’ Tür und bittet ihn in einer fremden Sprache, sein Telefon benutzen zu dürfen. Nicolas erkennt sein Gesicht kaum, versteht aber kurioserweise seine Sprache und lässt ihn in Ruhe telefonieren. Als er wieder ins Zimmer kommt, ist der Fremde verschwunden, während die Wohnungstür sperrangelweit geöffnet ist. In den folgenden Tagen hört Nicolas immer wieder Türen, die sich öffnen, und das Klirren von Gläsern, die in der Küche zerspringen. Er fühlt sich beobachtet und bedroht. Zwei Polizisten, die er zu Hilfe ruft, verlachen ihn nicht nur, sondern ohrfeigen ihn, den Ausländer, auch.
Einer inneren Stimme folgend, begibt sich Nicolas in den dunklen Keller des Wohnhauses. In den Katakomben scheint etwas auf ihn zu lauern.

## Produktion

### Dreharbeiten
Die Dreharbeiten des Films fanden im November und Dezember 2017 unter dem Arbeitstitel The Most Tender Game statt. Die Wohnung, die als Kulisse diente, befindet sich in Trocadéro unweit des Eiffelturms im 16. Arrondissement von Paris und gehört Jean-Pierre Stora. André Schneider meinte, man habe verdammtes Glück gehabt, in dieser großen Wohnung, in der es so viel Geschichte und Seele an den Wänden gebe, drehen zu dürfen. Man habe keinen Bühnenbildner oder Architekten gebraucht. Man habe einfach Glück gehabt, die perfekte Umgebung für Nicolas zu finden.

### Hintergrund
André Schneider bereitete sich ein Jahr auf seine komplexe Rolle vor, besuchte viermal wöchentlich das Sportstudio und wohnte Vorträgen über Schizophrenie und Psychopathie bei. Den Gesetzen des Method Acting gehorchend, begab er sich während der Dreharbeiten in völlige Isolation.
Kilian Melloy von EdeMediaNetwork interviewte André Schneider und stellte die Frage, wie es dazu gekommen sei, dass Judith Magre Teil des Projektes geworden ist. Schneider führte aus, dass Magre eine enge Freundin von Jean-Pierre Stora, dem Komponisten des Films sei, der wiederum ein Freund von Alexandre Vallès sei. Magre habe das Drehbuch gefallen und die Rolle, die sie übernehmen sollte, und sie habe Vallès sehr gemocht, deshalb habe sie „ja“ gesagt. Es sei eine außergewöhnliche Erfahrung gewesen, mit ihr zu arbeiten. Sie sei eine beeindruckende Dame, die in der Woche, als die Dreharbeiten begannen, 91 Jahre alt geworden sei. Im Film spiele sie eine 82-Jährige. Sie sei die Königin der Pariser Bühne, sei in 72 Jahren kein einiges Mal arbeitslos gewesen und trete immer noch regelmäßig auf. Sie sei ein echter Profi, eine Naturgewalt und habe einen guten Sinn für Humor.
Für die Rolle des Callboys engagierte Alexandre Vallès den Pornodarsteller Pierre Emö, da seine Szenen ein hohes Maß an Nacktheit erforderten. Zur Rolle von Pierre Emö als Guillaume äußerte Schneider. Emö sei ein Model und arbeite hauptsächlich im Pornobereich, er fühle sich total wohl mit seinem Körper und seiner Sexualität und sei deshalb die perfekte Wahl für die Rolle gewesen. Er habe es besser gemacht, als es jeder ausgebildete Schauspieler hätten tun können.
Auf die Frage, ob die Figur des Nicolas vielleicht ein wenig autobiografisch sei, antwortete Schneider, vielleicht sei das bei einigen Sentenzen so, aber ganz sicher sei dies kein autobiografischer Film. Er habe das einmal mit dem Thriller One Deep Breath gemacht, und möchte, ehrlich gesagt, sein Leben nicht noch einmal zur Schau stellen, denn er sei nicht so interessant. Er habe einfach einen guten, altmodischen Thriller machen wollen, bevor er 40 werde, einen, der auch eine tiefgründige Bedeutung habe und der den Zuschauern viele Ideen oder Gedanken lasse. In „Les Fantômes“ gehe es unter anderem definitiv um die Angst vor dem Tod, oder vielleicht sogar noch mehr: die Angst, nicht gelebt zu haben, bevor man stirbt, und  die Angst, allein zu sein … oder nicht allein zu sein. Melloy wollte von Schneider wissen, warum er gesagt habe, das dies sein letzter Film sein könnte. Dafür gebe es verschiedene Gründe, antwortete dieser, finanzielle, künstlerische und persönliche. Über die Gründe könne er stunden- vielleicht sogar tagelang erzählen. Zusammengefasst, es sei in den letzten Jahren schwieriger geworden, Filme zu machen, die Hindernisse seien enorm.

## Rezeption

### Kritik
Amos Lassen analysierte den Film folgendermaßen: „In Les Fantômes geht es unter anderem um die Angst vor dem Tod, die Angst, nicht gelebt zu haben, bevor du stirbst, und die Angst, allein zu sein… oder nicht allein zu sein.“ Zudem führte Lassen aus, er versuche nicht den Film zu erklären, denn er sei sich nicht sicher, ob er erklären könne, was wir auf der Leinwand sehen. Er habe das Gefühl, dass dies ein sehr persönlicher Film für Schneider sei. Er vermute, dass jeder, der den Film sehe, eine eigene Vorstellung davon haben werde, was passiere und das sei für ihn das Zeichen eines guten Films.
Andere Rezensenten aus der USA führten aus: „‚The Ghosts‘ ist nicht nur metaphorisch. Es geht um diesen bedrohlichen Mann, der immer wieder in der Wohnung auftaucht, ein Mann, den Nicolas manchmal sehen kann und manchmal nicht – und den er manchmal nur in seinen Albträumen wahrnimmt. Wenn er in Panik gerät und nach den Bullen ruft, gerät Nicolas in eine noch surrealere Situation: Als Österreicher ist er ein Ziel für den Zorn und die Verachtung der rassistischen Polizisten, genauso wie er ein praktischer Prügelknabe für die Wut einer ununterbrochenen unzufriedenen Nachbarin ist. Wird Nicolas wirklich verfolgt – und wenn ja, von was? Verweilende und böswillige Geister? Seine eigenen Schrecken? Oder die treibenden, verschlingenden Kräfte, für die Künstler sensibel und in gewissem Sinne auch verantwortlich sind?“
Die queere Website Mr. Man wählte Les Fantômes unter die zehn „am meisten unterschätzten Filme des letzten Jahrzehnts“.

### Festivals
Eine einzige Vorführung des Films in Berlin fand am 24. Februar 2019 statt. Trotz zahlreicher Festival-Teilnahmen und gewonnenen Filmpreisen fand Les Fantômes keinen Verleih.
- 21. August 2018: Straight-Jacket Guerilla Film Festival, England, Titel: The Ghosts
- 16. April 2019: Cluj-Napoca Gay Film Nights, Rumänien, Titel: Fantomele
  - Nominierung: „Bester Film“[5]
- Juni 2019: Cefalù Film Festival, Italien, Titel: Gli spiriti
  - Gewinner: „Bester Film“[6]
- 8. Juni 2019: ShanghaiPRIDE Film Festival, China, Titel: Guihún
  - Gewinner: „Bester Schauspieler: André Schneider“[7]
- 26. August 2019: Taiwan International Queer Film Festival, Taiwan[8]
- Out & Loud – Pune International Queer Film Festival
  - Nominierung: „Bester Schauspieler: André Schneider“[7]